# Jorginho Gularte
Jorge Damiao Gularte, «Jorginho», (Porto Alegre, Brasil, 16 de febrero de 1956-Montevideo, 6 de setiembre de 2013) fue un compositor, productor, guitarrista y cantante uruguayo.

## Biografía
Hijo de Martha Gularte, figura histórica de esta fiesta popular, y hermano de Katy Gularte, recibió influencias carnavaleras desde su juventud. Durante sus primeros años en Porto Alegre estudió piano y guitarra, conoció el samba y la bossa y su padre lo acercó a la música española. Posteriormente se trasladaron a Montevideo, instalándose en el Barrio Sur.
A principios de la década de 1970 se relacionó con el movimiento «candombe beat» uruguayo, cultivando también fusiones con blues, funk y soul. Grabó cuatro discos solistas La Tambora, Influencia, AlmaZen y Fata Morgana, en los cuales combinó sus dotes de percusionista y guitarrista con estos estilos para lograr innovadoras composiciones candomberas.
Durante de década de los ochenta, realizó una gira por ciudades de Italia como integrante de un grupo del SODRE dirigido por Armando Vía. Junto a su hermana, representaron la vertiente afro de la orquesta. También en esa década viajó por España junto al Combo Camagüey como arreglador de su espectáculo. Al regreso a Uruguay se destaca al frente de la comparsa Tanganika.
El 6 de mayo de 2002, en un incidente aún no aclarado, Jorginho recibió una salvaje golpiza en el casamiento de Andrés Mañosa que se celebraba en un boliche montevideano llamado W Lounge, que lo dejó al borde de la muerte y en coma por muchos meses. Este hecho le provocó profundas secuelas de las cuales no se recuperó. El caso nunca se aclaró y los culpables de este suceso no fueron condenados por la justicia.

## Discografía
- La Tambora (Sondor 44341. 1984)
- Influencia (Sondor 44448. 1987)
- AlmaZen (Orfeo 90937-1. 1989)
- Fata Morgana (Tambora Records. 1996)
- Regularte (álbum colectivo homenaje a Jorginho. Tambora Records. 2003)
- La tambora / Influencia (reedición de ambos discos en un solo álbum. Sondor 8.244-2)